# Banja Luka-incident
Het Banja Luka-incident was een incident op 28 februari 1994 waarbij zes J-21 Jastreb eenzits lichte aanvalsvliegtuigen van de luchtmacht van de Servische Republiek (Republika Srpska Air Force) werden aangevallen en vier van hen werden neergeschoten door NAVO-gevechtsvliegtuigen. Door F-16C straaljagers van de United States Air Force werden ten zuidwesten van Banja Luka in Bosnië en Herzegovina, met succes verschillende Bosnisch-Servische gevechtsvliegtuigen aangevallen en vernietigd nadat die een Bosnische fabriek hadden aangevallen. Zelf leden de NAVO-vliegtuigen geen slachtoffers. Het incident markeerde de eerste actieve gevechtsactie, lucht-lucht of anderszins, in de geschiedenis van de NAVO.

## Bombardement op Novi Travnik
In februari 1994 werd het 526th Fighter Squadron "Black Knights", gestationeerd op Ramstein Air Base in Duitsland, toegevoegd aan de 401st Operations Group (Provisional) opererend vanuit Aviano AB, Italië, als onderdeel van NAVO's Operation Deny Flight. Op 28 februari om 6:30 in de ochtend vloog een AWACS-radarvliegtuig van de NAVO Airborne Early Warning Force op NATO Air Base Geilenkirchen met een bemanning van gemengde nationaliteiten boven de Adriatische Zee toen ze af en toe een vliegtuig waarnamen in de No-Fly Zone boven Bosnië en Herzegovina, ten zuiden van Banja Luka. Het contact liet geen IFF-code (Identification Friend or Foe) zien en werd daarom gemeld aan het hoofdkwartier in Vicenza. Het slecht zichtbare contact vloog tussen de bergen en ondanks het vliegverbod wilde de NAVO voorkomen dat ze een niet-geautoriseerde medische evacuatievlucht zou onderscheppen of neerhalen. Via de internationaal uitgeluisterde noodfrequentie werd daarom vanuit de AWACS een oproep gedaan aan de overtreders dat ze een VN-resolutie overtraden en dus onmiddellijk moesten landen. Een vlucht van twee 526th F-16's, "Knight 25" en "Knight 26", die boven het Kroatische luchtruim vlogen om Close Air Support-training uit te voeren nabij Sarajevo, waren in de buurt, maar hadden een air-to-ground bewapening en waren dus ongeschikt voor een onderschepping. Twee andere F-16's van het 526e Squadron, Black 03 en Black 04, werden door een Nederlandse fighter controller aan boord van de AWACS naar het gebied gestuurd en onderschepten daar zes J-21 Jastreb en twee J-22 Orao vliegtuigen die de militaire fabriek "Bratstvo" in Novi Travnik bombardeerden.
In overeenstemming met de aanvalsinstructie (de zogenaamde rules of engagement) van de VN en de NAVO werden orders "om te landen of de no-fly zone te verlaten of u wordt aangevallen" tweemaal uitgezonden, maar beide waarschuwingen werden genegeerd. Terwijl de waarschuwingen werden uitgestuurd, lieten de in overtreding zijnde vliegtuigen bommen vallen op hun doel, dat in brand vloog. Onder zulke omstandigheden beschikte de NAVO over een "single key", wat betekent dat slechts één autoriteit over een aanval hoeft te beslissen, en de commandant AFSOUTH (Allied Forces Southern Europe), Admiraal Mike Boorda (U.S. Navy) keurde de actie goed voordat het Combined Air Operations Center in Vicenza kon reageren. De F-16's konden in de aanval.

## Luchtgevecht
De Bosnisch-Servische Jastrebs gingen noordwaarts, terug naar hun basis. Om 6:45 uur gingen de NAVO-jagers de strijd aan met hun tegenstanders. Kapitein Robert G. Wright vuurde een AIM-120 AMRAAM af en schoot de eerste Jastreb neer die op 1.500 meter hoogte vloog. De overige Jastrebs daalden tot een paar honderd meter en vlogen laag om het bergachtige terrein te gebruiken om zich te verbergen voor de radar en te ontsnappen naar Udbina. Kapitein Wright zette door en naderde tot binnen het bereik van de hittezoekende AIM-9 Sidewinder. Hij ging de strijd met twee vliegtuigen aan met zijn Sidewinder-raketten en schoot ze allebei neer.
Nadat hij al zijn raketten had verbruikt en weinig brandstof meer had, gaf Wright de achtervolging over aan zijn wingman, Kap. Scott O'Grady, die 'top cover' boven zijn vluchtleider had gevlogen. O'Grady liet zich zakken om aan te vallen en vuurde een Sidewinder af; de raket beschadigde de staart van de beoogde Jastreb ernstig. De beide Black flight toestellen naderden nu "bingo fuel", het punt waarop een vliegtuig niet genoeg brandstof heeft om terug te keren, dus trokken ze weg om bij te tanken van een KC-135 Stratotanker die in een circuit boven de Adriatische Zee cirkelde.
Tegelijkertijd was het andere paar F-16C's, "Knight 25" en "Knight 26", naar het gebied gestuurd door de controller aan boord van de AWACS. Om 6:50 uur 's ochtends wist "Knight 25", bestuurd door Kap. Steve "Yogi" Allen, achter één enkele Jastreb te komen die zeer laag vloog. Hij lanceerde een Sidewinder en schoot een andere J-21 Jastreb neer. Knight 25 vlucht draaide zich hard terug naar het zuiden, terwijl Knight 26, kolonel John "Jace" Meyer, radarverbinding kreeg met een ander vliegtuig dat naar het noordwesten vluchtte. Na een minuut achtervolging werd het radarcontact verbroken en brak de vlucht de aanval af. Omdat ze ook zij bijna geen brandstof meer hadden, keerden Knight 25 en 26 terug naar de tanker boven de Adriatische Zee. Na het bijtanken hervatten ze hun CAP-missie boven Bosnië. Twee overgebleven Servische vliegtuigen konden, toen ze zonder brandstof kwamen te zitten, landen op de vliegbasis Udbina in de Servisch Krajina in het huidige Kroatië, buiten het mandaatgebied van Deny Flight.
Deze confrontatie was de eerste oorlogsactie uitgevoerd door NAVO-troepen sinds de oprichting in 1949.
De Bosnische Serven erkenden het verlies van vijf vliegtuigen bij het incident; de discrepantie komt waarschijnlijk voort uit het feit dat nog een vliegtuig was geraakt door een raketexplosie, maar pas neerstortte tijdens een poging om te ontsnappen in een lage vlucht.

### Nasleep
Acht dagen later, op 8 maart, werd ten oosten van Rijeka in de buurt van het door Serviërs bezette Krajina tijdens een vlucht van Zagreb naar Split een CASA C-212 transportvliegtuig van de Spaanse luchtmacht in de staart geraakt door wat naar verluidt een door de Sovjets gemaakte SA-7 Manpads raket was. De staartvlakken raakten beschadigd, de linker motor viel uit en vier militaire passagiers (uit de VS, het Verenigd Koninkrijk, Frankrijk en Nederland) raakten gewond door scherven.
De bemanning landde het vliegtuig op Luchthaven Rijeka, waar Spaanse technici de schade aan het vliegtuig konden repareren en het binnen 48 uur weer in gebruik nemen. Het incident, dat volgens de NAVO plaatsvond in een gebied onder Kroatische controle, was mogelijk een Bosnisch-Servische reactie op de schietpartij van 28 februari. Hoewel de NAVO geen dader noemde, noemde ze het incident een "provocatie", terwijl Kroatische defensiefunctionarissen "Servische terroristen" de schuld gaven en beweerden dat er meer dan één raket op het vliegtuig was afgevuurd.

## Bemanningen

### Bosnisch-Servische luchtmacht
De Bosnisch-Servische piloten die bij het incident betrokken waren, waren:
- Kap. der Eerste Klasse Ranko Vukmirović[10](gesneuveld)
- Kap. der Eerste Klasse Zvezdan Pešić[10](gesneuveld)
- Kap. der Eerste Klasse Goran Zarić[10] (gesneuveld ondanks gebruik schietstoel)
- Maj. Uroš Studen[10] gebruikte de schietstoel nabij Jajce, overleefde.
- Kap. der Eerste Klasse Zlatko Mikerević[10] verliet per schietstoel zijn toestel, waarschijnlijk nabij de dorpen Bravsko en Crkveno, 14 km ten westen van Ključ, overleefde.
- Kap. der Eerste Klasse Zlatan Crnalić[10] landde veilig op het vliegveld van Udbina in zijn zwaar beschadigde J-21 Jastreb #24275; het vliegtuig kwam desondanks later terug in dienst.

## NAVO-bemanningen

### USAF
De USAF schreef drie kills toe aan Kapitein Robert (Bob) Gordon "Wilbur" Wright, vliegend in de F-16C-40 #89-2137/RS, met één AIM-120 AMRAAM en twee AIM-9 Sidewinders; en één kill met een AIM-9 Sidewinder aan Kapitein Stephen L. "Yogi" Allen vliegend in F-16C-40 #89-2009/RS van dezelfde eenheid.

### NAEWF (NATO Airborne Early Warning Force)
Noch de NAVO, noch de Nederlandse Koninklijke Luchtmacht schreven kills toe aan Eerste Luitenant (Elt) E.E.A. Zandstra, de Nederlandse fighter controller aan boord van de AWACS. Zou dat wel de gewoonte (en praktijk) zijn geweest, dan was de controller met 4 kills de hoogst scorende fighter controller binnen de NAVO geworden. Zou het later neergestorte vijfde toestel worden meegeteld, dan zou hij zelfs de status van Aas (Ace) bereikt hebben. Elt Zandstra kreeg uit handen van de Deputy Commander E-3A Component wél een tevredenheidsbetuiging namens de Commandant Luchtstrijdkrachten en de Directeur Operatiën van de Luchtmacht.

## Verder lezen
- Philip Handleman, Combat in the Sky: The Art of Air Warfare, Zenith Press 2003. ISBN 978-0-7603-1468-5.